# Акция за свободу Баварии
Акция за свободу Баварии (нем. Freiheitsaktion Bayern, FAB) — восстание против нацистов в Южной Баварии, главным образом в Мюнхене, организованное в последние дни Второй мировой войны ввиду приближения войск союзников.

## История
Во главе восстания стояла группа переводчиков VII округа вермахта во главе с капитаном Руппрехтом Гернгроссом (нем. Rupprecht Gerngross) и зондерфюрером Оттайнрихом Лайлингом (нем. Ottheinrich Leiling). В числе участников восстания также был Ойген (Евгений Львович) Кумминг, эмигрант из России, поэт и журналист, автор военных русско-немецких разговорников. Цель восстания состояла в том, чтобы склонить военные власти Баварии к скорейшей капитуляции во избежание кровопролития. В планах организаторов восстания были аресты партийного руководства, обеспечение сдачи гарнизона и объектов наступающим американцам, ведение переговоров о создании самостоятельного административного управления. Инициативная группа («Движение за свободу Баварии» FAB) получила от американцев подтверждение о готовности поддержать восстание в городе. После этого 27 апреля рота переводчиков в полном составе присоединилась к заговорщикам.
28 апреля 1945 года Гернгросс с группой сподвижников занял две радиостанции в мюнхенских районах Эрдинг и Мюнхен-Фрайманн. Гернгросс выступил по эрдингской радиостанции, где объявил о целях движения и призвал к сложению оружия. Кроме того, были захвачены редакции ряда газет, начались аресты партийных функционеров. Однако, после обращения по радио повстанцы не получили желаемой поддержки от населения города.
Глава Баварии Франц Риттер фон Эпп медлил, не предпринимая никаких действий. С другой стороны, гауляйтер  Пауль Гислер всего через несколько часов после начала восстания смог подавить его. Гернгроссу, Куммингу и большинству участников удалось скрыться, однако некоторые были пойманы эсэсовцами и расстреляны.
Восстание, по мнению немецких историков, оказало влияние на дальнейшие события — в частности, на то, что вскоре после него произошла капитуляция в Аугсбурге, в концлагере Дахау произошло восстание. Тем не менее, гауляйтер П. Гислер продолжил охоту на сторонников капитуляции, за что Гитлер в своём политическом завещании назначил его последним министром внутренних дел Третьего рейха. Гислер, однако, не занял этот пост, поскольку через несколько дней покончил жизнь самоубийством.
В 1947 г. в честь участников восстания одна из площадей Мюнхена переименована в площадь Мюнхенской свободы (Münchener Freiheit), на ней установлена мемориальная доска. Гернгросс умер в Германии в 1996 году.